# 탈단백질화

주사 전자 현미경 10,000배율로 관찰한 뼈 광물

탈단백질화(脫蛋白質化, 영어: deproteination)는 일부 생체물질에서 단백질을 제거하는 과정이다. 이러한 과정은 뼈, 치아 및 껍질의 무기 부분에 대한 연구에서 특히 일반적이다.
하이드라진을 사용하는 방법, 수산화 나트륨(NaOH)을 사용하는 방법, 효소를 사용하는 방법과 같은 여러 가지 다른 방법들이 탈단백질화에 사용될 수 있다.

## 같이 보기
- 단백질